# Матараццо, Лючио
Лючи́о Матара́ццо (итал. Lucio Matarazzo; род. 31 июля 1956, Авеллино, Кампания) — итальянский классический гитарист-виртуоз. Наряду с другими знаменитыми гитаристами — Джулианом Бримом, Алирио Диасом и Александром Лагоя, он является обладателем престижной награды «Chitarra d’Oro» («Золотая гитара») в категории «Una Vita per la Chitarra» («Жизнь за гитару»), присуждаемой международной гитарной конвенцией Алессандрии.

## Биография
Лючио Матараццо — один из основателей гитарного квартета «GuitArt Quartet (GQ)», который получил международное признание в 2001 году, когда Лео Брауэр посвятил им свой концерт «Concierto Italico», став первым итальянцем, которому композитор посвятил один из своих концертов. Таким образом, в состав квартета «GuitArt» вошли: Лючио Матараццо, Джулиан Брим, Шарон Исбин и Джон Уильямс, для которых Брауэр написал важные произведения. Премьера «Concierto Italico» была проведена на международном фестивале «Тоди», где Лео Брауэр был дирижёром. Квартет «GuitArt» также презентовал концерт итальянского композитора Анджело Джилардино для четырёх гитар и оркестра в 1999 году, концерт Жерара Дрозда «Rapsodico op.80» для квартета гитар и оркестра на Люблинском международном фестивале в 2001 году. В 2002 году английский журнал «Classical Guitar» посвятил их обложке и обширному интервью Колина Купера, и Морис Саммерфилд включил этот ансамбль в престижное издание «Классическая гитара», в котором рассказывается обо всех самых важных гитаристах с 1800 года.
Более двадцати лет Лучио выступал в дуэте с гитаристом Марио Фрагнито. Дуэт выиграл, в частности, международный конкурс Стреза, Пальми, Форте дей Марми, Трапани и Берлина. В дуэте с М. Фрагнито Лусио записал 2 LP и 5 CD для изданий Lira Records, Ducale и Edi-Pan. Дуэт выступал с концертами в Европе, включая многочисленные мировые премьеры, такие как «24 прелюдии и фуги» Кастельнуово-Тедеско (чье новое четырёхтомное издание в настоящее время готовится для Бербена).
Его сотрудничество с «Ut Orpheus» привело к очень успешной коллекции, которая состоит из исследований и образовательных работ об известных музыкантах: Мауро Джулиани, Маттео Каркасси, Антона Диабелли, Луиджи Леньяни, Фернандо Сора, Августина Барриоса, Дионисио Агуадо, Никколо Паганини, Дж. К. Мерца, и многих других.
Лючио виртуозно и блестяще исполняет произведения Луиджи Леньяни («36 каприччио, op. 20»), Маттео Каркаси, Мауро Джулиани и других композиторов.